# Стамбульський трамвай

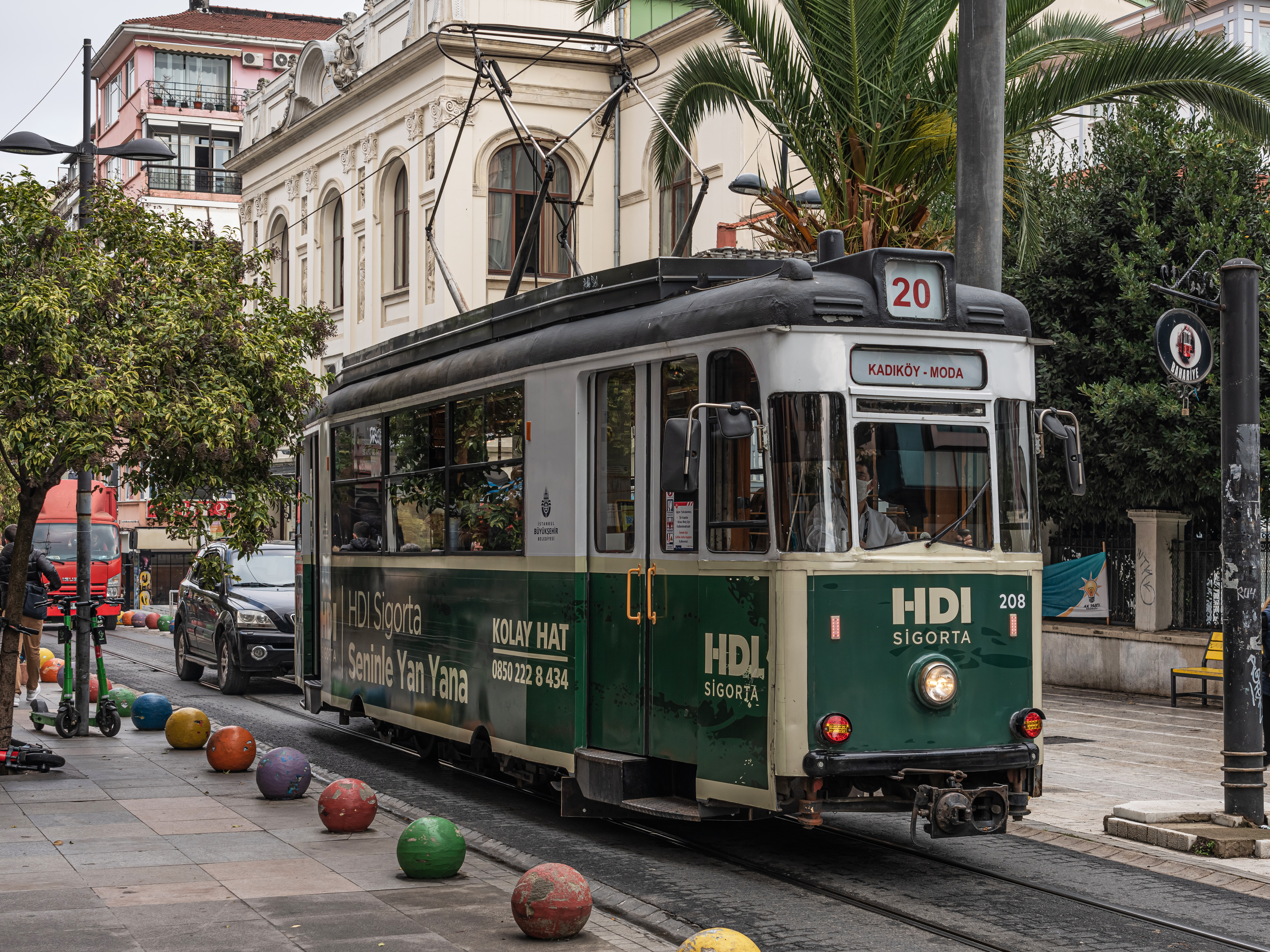
Стамбульський ностальгічний трамвай в анатолійський частині міста

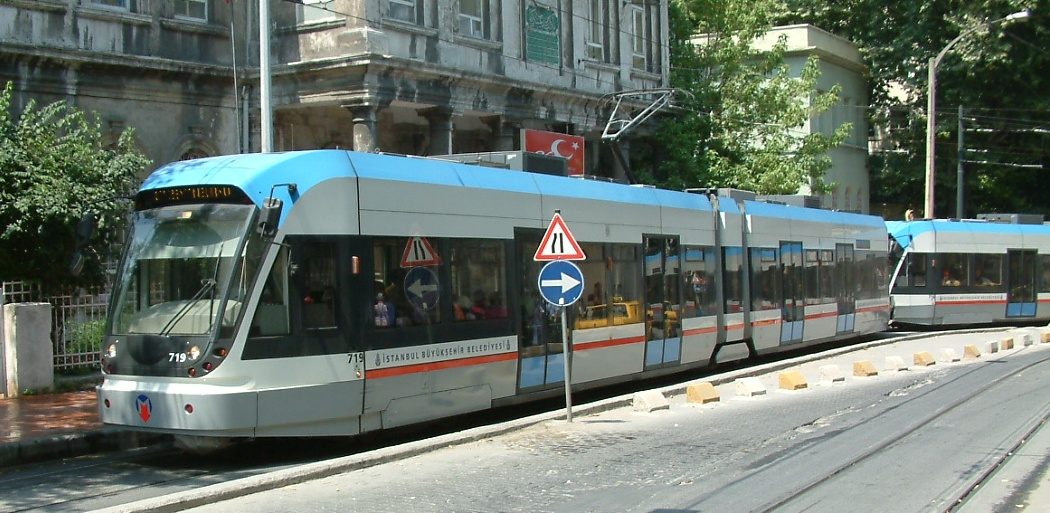
Сучасний трамвай

Стамбу́льський трамва́й — збірна назва трьох несполучених між собою трамвайних мереж та ностальгічного трамваю у Стамбулі. Перша трамвайна мережа Стамбула існувала в 1871—1966 роки. Трамвай повернувся у Стамбул в 1990, коли відкрито лінію історичного трамваю. В 1992 у місті почав діяти сучасний трамвай.

## Історія
Перші лінії конки почали діяти у Стамбулі в 1871, на фракійській стороні. Ширина колії конки становила 1000 мм. За перший рік своєї роботи стамбульська конка перевезла чотири з половиною мільйона пасажирів. У наступні роки побудовано нові лінії, кількість коней досягла 430, вагонів — 45, зокрема 15 відкритих літніх вагонів і певна кількість двоповерхових. В 1912 конка У Стамбулі перестала працювати, оскільки за наказом військового міністерства всі коні були реквізовані для війни на Балканах.
В 1913—1914 трамвай було електрифіковано.
8 червня 1928 електричний трамвай почав діяти в анталійському боці міста. До 1950-х загальна довжина стамбульської трамвайної мережі досягла 130 км, проте невдовзі розпочалася поступова деградація трамваю. У фракійській частині міста трамвай пропрацював до 12 серпня 1961, у а натолійській — до 11 листопада 1966.

## Історичний трамвай
29 грудня 1990, у фракійській частині міста відкрито лінію історичного трамваю завдовжки 1,6 км. Вона проходить вулицею Істіклаль, від площі Таксім до станції підземного фунікулера Тюнель. Трамвай став ходити по Істіклаль невдовзі після того, як ця історична вулиця (відома також як Grande Rue de Péra) стала пішохідною. До 1961 року на цій вулиці вже були трамвайні колії, тут ходили декілька маршрутів. Щодня ця історична лінія перевозить шість тисяч пасажирів. Ширина колії — 1000 мм.
Трамваї цієї лінії як струмоприймач використовують бугель.
Інша, не пов'язана з першою, лінія історичного трамваю відкрилася в Стамбулі 1 листопада 2003. Вона розташована в азійській частині міста. Ця лінія має довжину 2,6 км і налічує десять зупинок. Ширина колії — 1000 мм. Лінія являє собою кільце, на протилежних сторонах якого розташовані транспортний вузол Кадикей (автовокзал, причал човнів, станція метро лінії М4) і район Мода. На лінії використовується два двовісних трамваї Gotha з Єни і Шенейхе (Schöneiche) (Німеччина), і два двовісних трамваї Reko з тих же міст.
Трамваї цієї лінії як струмоприймач використовують пантограф.

## Сучасний трамвай
З 1992 в європейській частині міста діє сучасний вуличний міський трамвай (який не слід плутати з легким метрополітеном, діючим в Стамбулі з 1989 року). Спочатку трамвай поєднав вокзал Сіркеджі і Топкапи, в березні 1994 року лінія була продовжена від Топкапи до Зейтінбурну, у квітні 1996 року було введено роботу продовження з Сіркеджі до Еміньоню. У 2005—2006 роках лінія була продовжена від Еміньоню до станції Кабаташ, при цьому вперше за 44 роки трамвай знову став перетинати бухту Золотий Ріг. Також у 2006 році відбулося подовження на захід, від Зейтінбурну до станції Багджилар. Лінія Зейтінбурну–Багджилар первісно мала номер Т2; згодом Т1 і Т2 були об'єднані. Наразі лінія Т1 має довжину 18,5 км і налічує тридцять одну зупинку. Час поїздки по всій лінії становить 65 хвилин. Щодня вона перевозить 320 000 пасажирів.
Зупинки: Багджилар Меркез, Ґюнештепе, Явуз Селім, Акинджилар, Ґюнґерен, Мертер Текстіль Меркезі, Мегмет Акіф, Зейтінбурну, Мітгатпаша, Акшемсеттін, Меркезефенді, Джевізлібаґ, Топкапи, Пазартекке, Чапа Шегреміні, Финдикзаде, Хасекі, Юсуфпаша, Аксарай, Лалелі (Університет), Беязит (Великий базар), Чемберліташ, Султанахмет, Ґюльхане, Сіркеджі (залізничний вокзал), Еминьоню (порт), Каракьой, Топхане, Финдикли, Кабаташ.
Ширина колії сучасного стамбульського трамваю — 1435 мм.
Лінію Т4, незважаючи на її "трамвайне" маркування літерою Т, відносять до системи легкого метрополітену. Станція Топкапи слугує пересадкою між Т1 і Т4.
Максимальна перевізна здатність лінії трамваю  — 12 000 пасажирів на годину в одному напрямку

### Рухомий склад
Спочатку на лінії використовувався рухомий склад, що більш відповідає для легкорейкового транспорту, ніж для вуличного трамваю. Він був незручний тим, що мав високу підлогу і не мав сходинок, отже всі зупинки мали бути обладнані високими платформами.
У 2002 канадській фірмі «Бомбардьє» (Bombardier) було замовлено трамваї з низькою підлогою типу Flexity Swift у кількості 55 штук. Призначена для Стамбула модифікація Flexity Swift найбільше схожа на стокгольмську модифікацію. Наприкінці 2003 нові трамваї були передані в Стамбул. Оскільки нові і старі трамваї вимагали платформ різної висоти, їх одночасна експлуатація була неможлива. Перехід на новий рухомий склад відбувся 30 травня 2004. Доки старі високі перони не були замінено на низькі, на зупинках були встановлені тимчасові низькі перони.
Рухомий склад з високою підлогою було передано Стамбульському легкому метрополітену.